# Saison 2 de Ozark
Chronologie
Saison 1 Saison 3
Cet article présente la deuxième saison de la série Ozark.

## Épisodes

### Épisode 1:Réparations
- États-Unis : 31 août 2018 sur Netflix

### Épisode 2:Le précieux sang de Jésus
- États-Unis : 31 août 2018 sur Netflix

### Épisode 3:Langmore un jour
- États-Unis : 31 août 2018 sur Netflix

### Épisode 4:Seuls
- États-Unis : 31 août 2018 sur Netflix

### Épisode 5:Le jour des interrogatoires
- États-Unis : 31 août 2018 sur Netflix

### Épisode 6:Les ténèbres extérieures
- États-Unis : 31 août 2018 sur Netflix

### Épisode 7:Une seule issue
- États-Unis : 31 août 2018 sur Netflix

### Épisode 8:Le grand sommeil
- États-Unis : 31 août 2018 sur Netflix

### Épisode 9:Le blaireau
- États-Unis : 31 août 2018 sur Netflix

### Épisode 10:L'Australie
- États-Unis : 31 août 2018 sur Netflix